# Lista de herdeiros do trono prussiano
Esta é uma lista de indivíduos que foram, em dado período de tempo, considerados os herdeiros do trono do Reino da Prússia (1701-1918) e paralelamente do Império Alemão (1871-1918), em caso de abdicação ou morte do monarca incumbente. Os herdeiros (presuntivos ou aparentes) que, de fato, sucederam ao monarca prussiano e ao imperador germânico são representados em negrito.
A lista inclui nobres a partir de 1701, quando foi estabelecida a monarquia na região da Prússia formando, então, o Reino da Prússia chefiado pela Casa de Hohenzollern. Ao longo de toda sua existência, a Prússia monárquica foi governada por herdeiros diretos de linhagem masculina de Frederico I (que reinou de 1701 a 1713). O herdeiro aparente ao trono prussiano, no entanto, recebia o título nobiliárquico de "Príncipe da Prússia" e, após 1871, de "Príncipe Herdeiro da Alemanha" ou "Príncipe Herdeiro Germânico". A partir de 1871, o trono prussiano tornou-se o principal Estado constituinte do recém-instaurado Império Alemão e, consequentemente, os herdeiros da Prússia tornaram-se concomitantemente os herdeiros ao trono imperial germânico. 
Desde a fundação da monarquia prussiana, apenas dois herdeiros não assumiram o trono. Primeiramente, Augusto Guilherme em 1786 por conta do nascimento de um herdeiro aparente ao monarca; e o Príncipe Herdeiro Guilherme por conta da dissolução da monarquia em 1918. 

## Herdeiros ao trono prussiano
| Monarca                 | Herdeiro                                 | Condição            | Relação com o monarca | Período                 | Período                 |
| ----------------------- | ---------------------------------------- | ------------------- | --------------------- | ----------------------- | ----------------------- |
| Frederico I             | Frederico Guilherme, Príncipe da Prússia | Herdeiro aparente   | Filho                 | 18 de janeiro de 1701   | 25 de fevereiro de 1713 |
| Frederico Guilherme I   | Frederico, Príncipe da Prússia           | Herdeiro aparente   | Filho                 | 25 de fevereiro de 1713 | 31 de maio de 1740      |
| Frederico II            | Augusto Guilherme, Príncipe da Prússia   | Herdeiro presuntivo | Irmão                 | 31 de maio de 1740      | 12 de junho de 1758     |
| Frederico II            | Frederico Guilherme, Príncipe da Prússia | Herdeiro presuntivo | Sobrinho              | 12 de junho de 1758     | 17 de agosto de 1786    |
| Frederico Guilherme II  | Frederico Guilherme, Príncipe da Prússia | Herdeiro aparente   | Filho                 | 17 de agosto de 1786    | 16 de novembro de 1797  |
| Frederico Guilherme III | Frederico Guilherme, Príncipe da Prússia | Herdeiro aparente   | Filho                 | 16 de novembro de 1797  | 7 de junho de 1840      |
| Frederico Guilherme IV  | Guilherme, Príncipe Herdeiro             | Herdeiro presuntivo | Irmão                 | 7 de junho de 1840      | 2 de janeiro de 1861    |
| Guilherme I             | Frederico, Príncipe Herdeiro             | Herdeiro aparente   | Filho                 | 2 de janeiro de 1861    | 9 de março de 1888      |
| Frederico III           | Guilherme, Príncipe Herdeiro             | Herdeiro aparente   | Filho                 | 9 de março de 1888      | 15 de junho de 1888     |
| Guilherme II            | Guilherme, Príncipe Herdeiro             | Herdeiro aparente   | Filho                 | 15 de junho de 1888     | 9 de novembro de 1918   |